# Kozagawa (Wakayama)
Kozagawa (古座川町 Kozagawa-chō?) es un pueblo localizado en la prefectura de Wakayama, Japón. En junio de 2019 tenía una población estimada de 2.558 habitantes y una densidad de población de 8,69 personas por km². Su área total es de 294,23 km².

## Geografía

### Localidades circundantes
- Prefectura de Wakayama
  - Tanabe
  - Shingū
  - Shirahama
  - Susami
  - Kushimoto
  - Nachikatsuura

## Demografía
Según los datos del censo japonés, esta es la población de Kozagawa en los últimos años.
| Año del censo | Población |
| ------------- | --------- |
| 1995          | 3.884     |
| 2000          | 3.726     |
| 2005          | 3.426     |
| 2010          | 3.103     |
| 2015          | 2.826     |